# Heavy Expanded Mobility Tactical Truck
Le Heavy expanded mobility tactical truck (HEMTT), en français Camion tactique lourd à mobilité élargie est un camion cargo tout-terrain 8x8 militaire utilisé par l'U.S. Army (armée de terre américaine) depuis 1982 initialement appelé  « Camion cargo : 10 tonnes, 8x8 ». Il est aussi surnommé la « Voiture dragon ».
Une variante 10x10 du HEMTT est utilisée pour le système de charge palettisée (Palletized load system ou PLS en anglais). Le véhicule est produit par la Oshkosh Corporation. Dans le domaine civil, le châssis du camion est également utilisé dans les aéroports comme camion d'incendie aéroportuaire (airport crash tender).
L'United States Marine Corps utilise un véhicule similaire, le véhicule de logistique (Logistics Vehicle System ou LVS), également fabriqué par Oshkosh. Un véhicule de logistique diffère du HEMTT par sa structure articulée, semblable à un camion semi-remorque, en utilisant un système modulaire d'un moteur et cabine avant attachés à une remorque arrière, alors que les HEMTT classiques ne sont pas articulés.

## Description
L'objectif des HEMTT est de fournir des capacités de transport de charges lourdes pour l'approvisionnement et le réapprovisionnement des véhicules de combat et systèmes d'armes pour l'armée des États-Unis. Il se distingue par son extrême mobilité en comparaison aux camions normaux (camions de 5 tonnes) grâce à son grand nombre de roues et son moteur turbo combiné avec huit roues motrices et de très gros pneus à basse pression. Bien que beaucoup moins médiatisé par rapport au Humvee, il est extrêmement important dans le transport logistique derrière les forces rapides se déplaçant derrière le char M1 Abrams. Ayant fait ses preuves comme un véhicule fiable et clé de la flotte de véhicules à roues de l'armée des États-Unis, environ 13 000 véhicules HEMTT sont en service aujourd'hui[Quand ?].
Le HEMTT possède une autonomie de 644 km avec un réservoir de 587 litres et peut aller jusqu'à 100 km/h en vitesse de pointe.
Le coût d'un HEMTT classique (M977 ou M985) commence à environ 135 000 dollars (environ 106 897 euros). 
Dans le HEMTT A4, le dernier de la série des HEMTT, le moteur MTU Detroit Diesel a été remplacé par le moteur Caterpillar C15/17 six cylindres en ligne de 500 ch. Tous les moteurs "CAT" sont turbocompressés et hautement informatisés. Ils sont beaucoup plus puissants que les moteurs MTU Detroit Diesel précédents et plus économes en carburant. La maintenance a également été simplifiée (au moins quand il s'agit des diagnostics de panne) grâce à l'inclusion de la technologie d'un système de diagnostic embarqué.
Tous les modèles sont capables de traverser les passages d'eau jusqu'à 1,21 mètre de profondeur, et sont aéroportables dans les avions C-130 et C-17.

## Versions
Les HEMTT existent dans plusieurs configurations :
- M977 et M985 cargo truck : transport de marchandises et de tout type d'équipements, y compris des munitions. Une grue est montée à l'arrière du véhicule ;
- M978 tanker : ravitaille les véhicules tactiques au cours d'une mission et les hélicoptères dans des endroits avancés dans la ligne de front ;
- M983 tractor : tracte les systèmes de missiles MIM-104 Patriot sur remorque. Le M983 tractor avec son générateur de 30 kw et une grue derrière la cabine a remorqué le lanceur du missile MGM-31 Pershing ;
- M984 wrecker : utilise un système de vérins et de remorquage pour récupérer les véhicules en panne en deux à trois minutes. Il dispose d'un treuil de récupération, d'une grue et d'un grand compartiment de stockage ;
- Le M1120 HEMTT-LHS est un HEMTT M977 avec un système de manutention de charge.
- Le HEMTT A3 est un démonstrateur technologique doté d'une motorisation hybride.
- Version véhicule de minage pour le système M-136 Volcano mine system, également sur véhicule porteur M939.

## Pays utilisateurs
- Égypte
- Grèce
- Irak
- Israël
- Maroc
- Arabie saoudite
- Taïwan
- Turquie
- États-Unis

## Galerie photographique

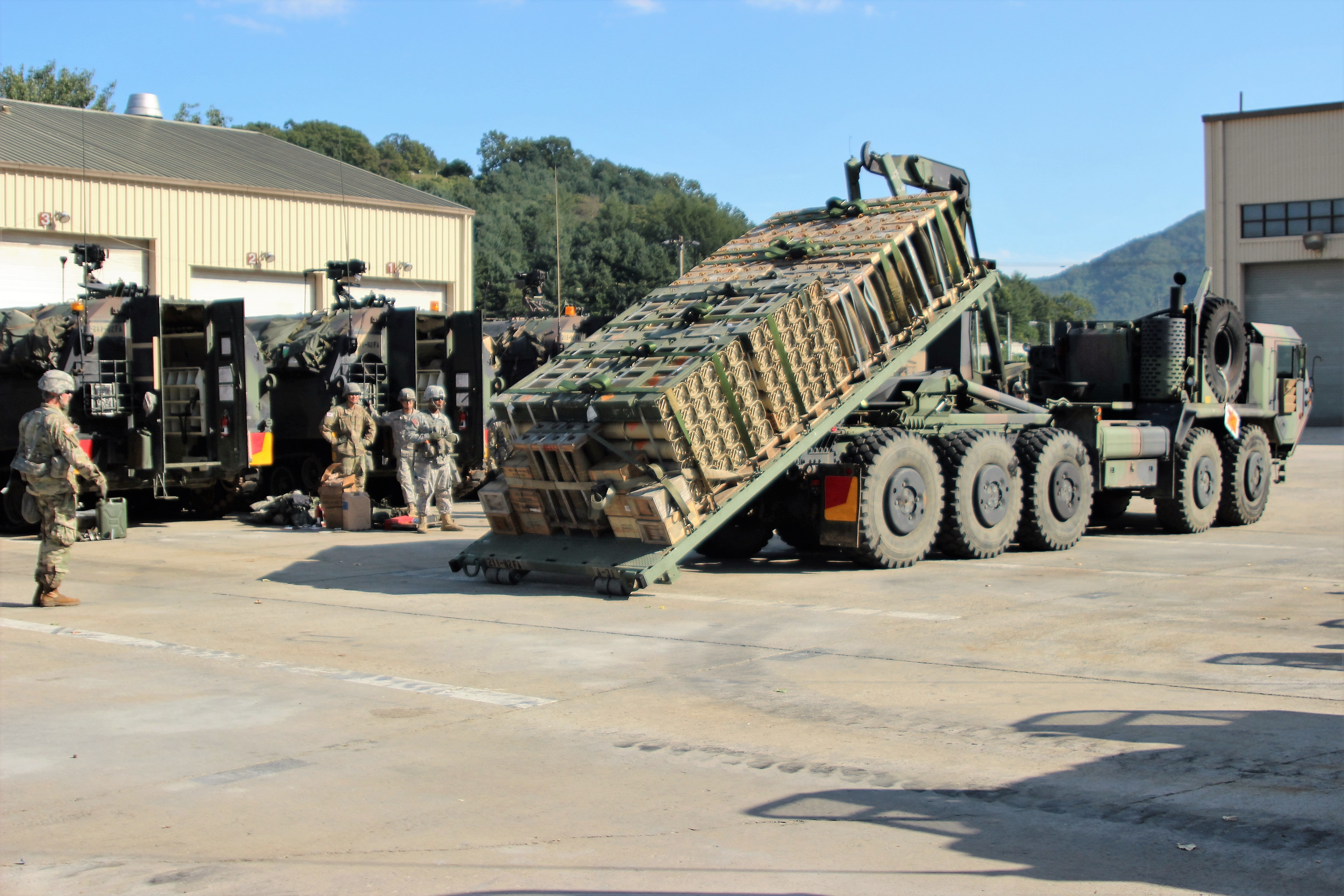
Une version 10x10 équipée du système de charge palettisée déchargeant une palette d'obus descendue devant des M992.
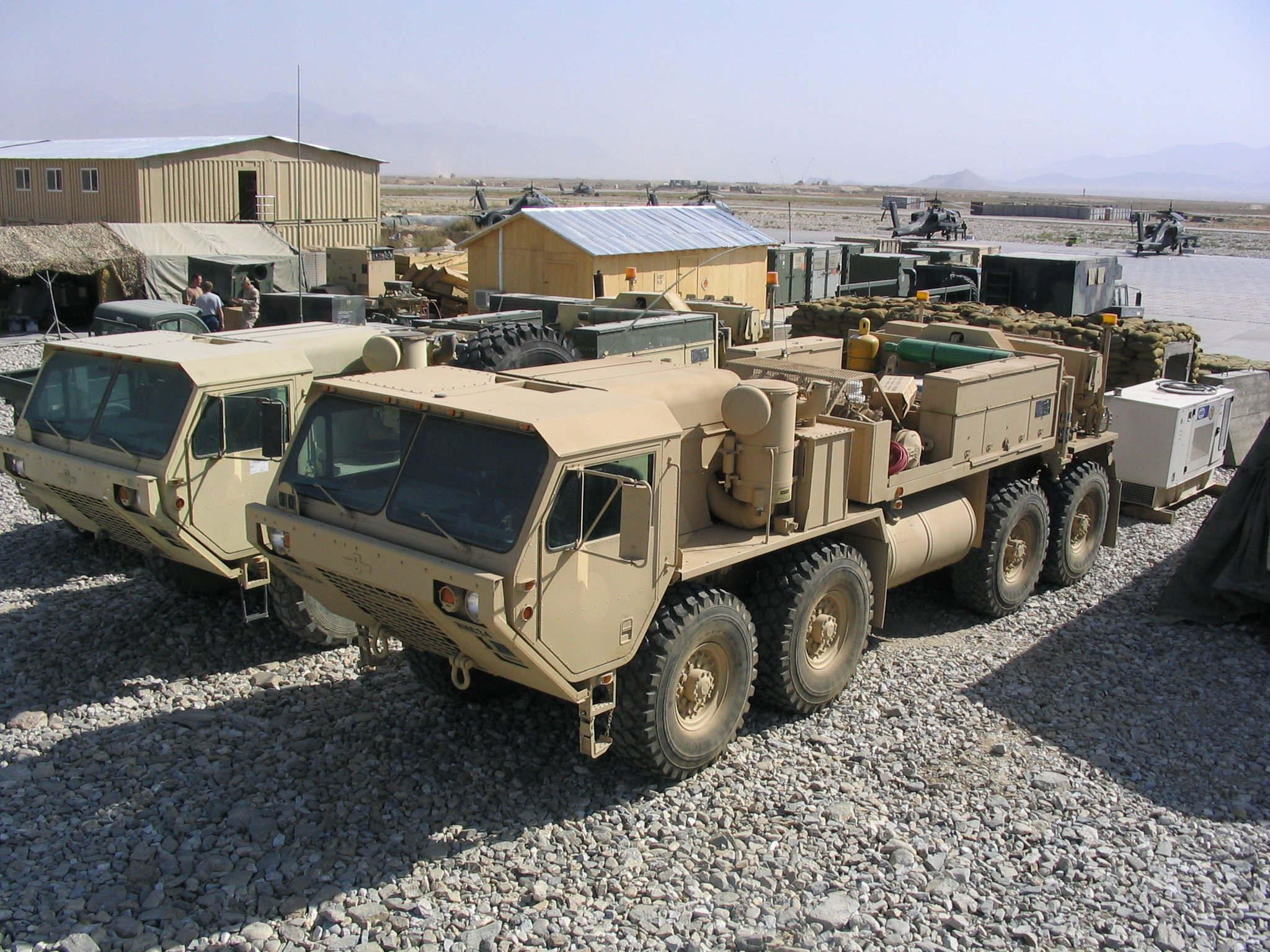
HEMTT dépanneurs.
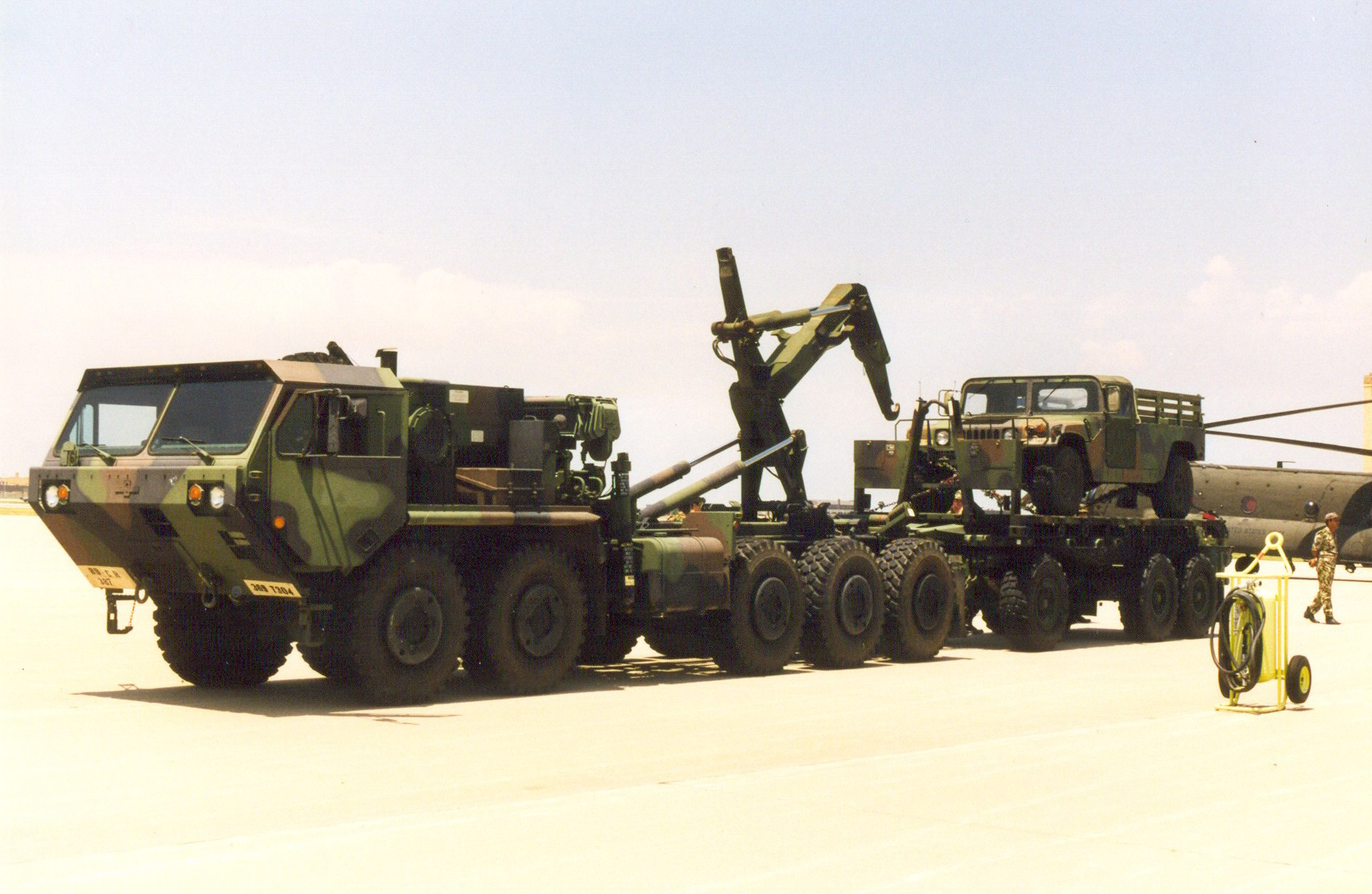
HEMTT PLS avec un Humvee.
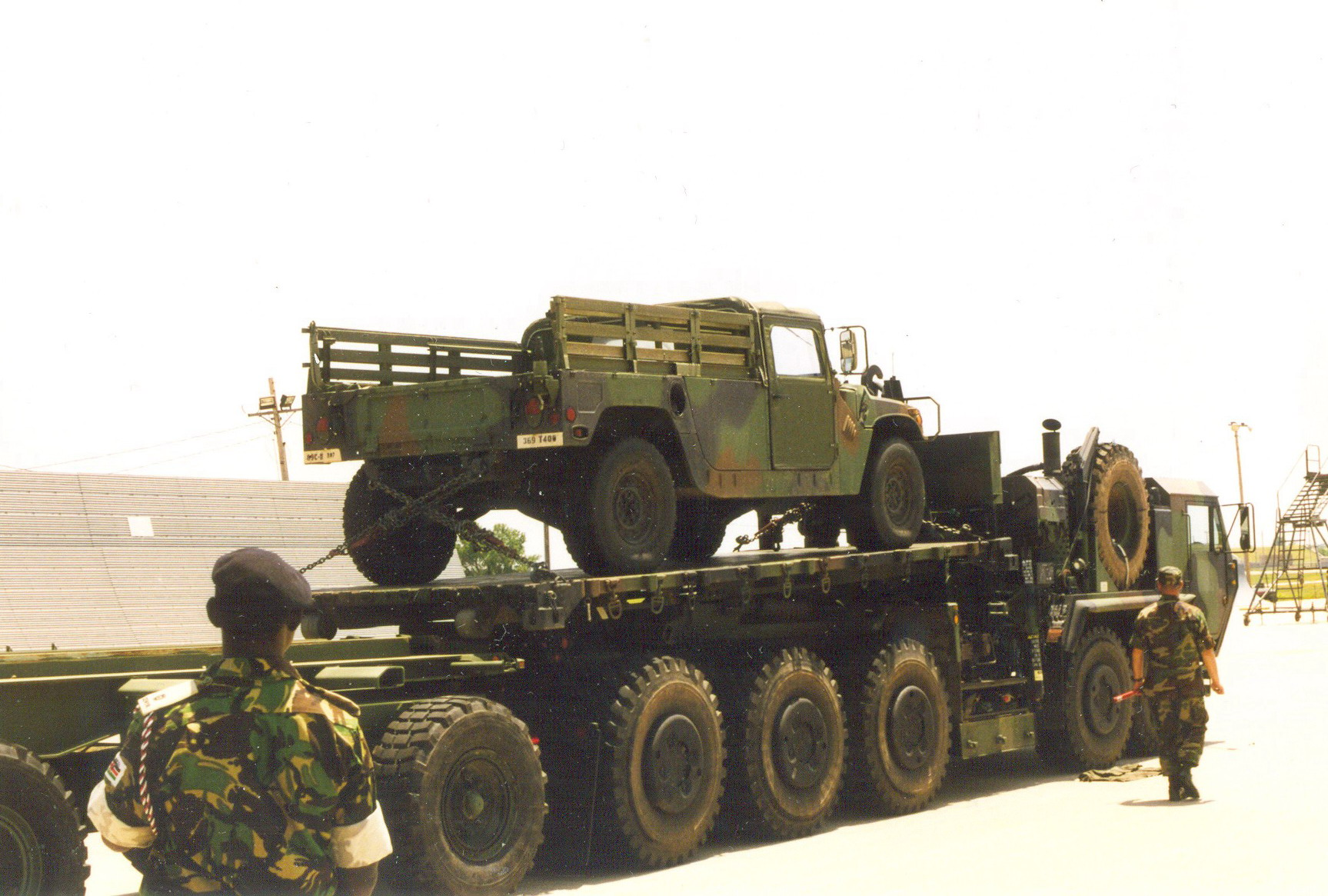
HEMTT PLS chargé en 1999.
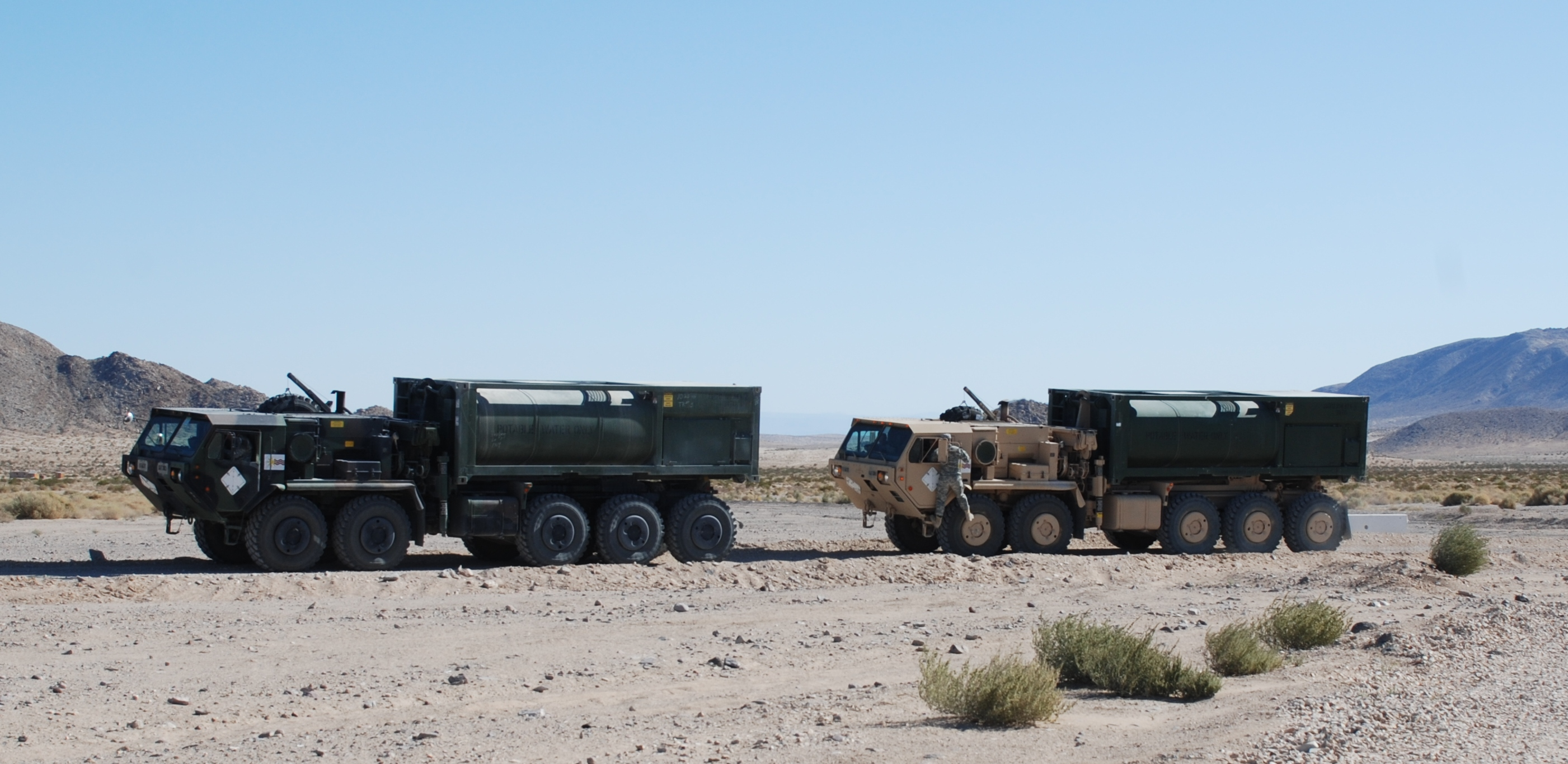
HEMTT PLS chargés de réservoirs.
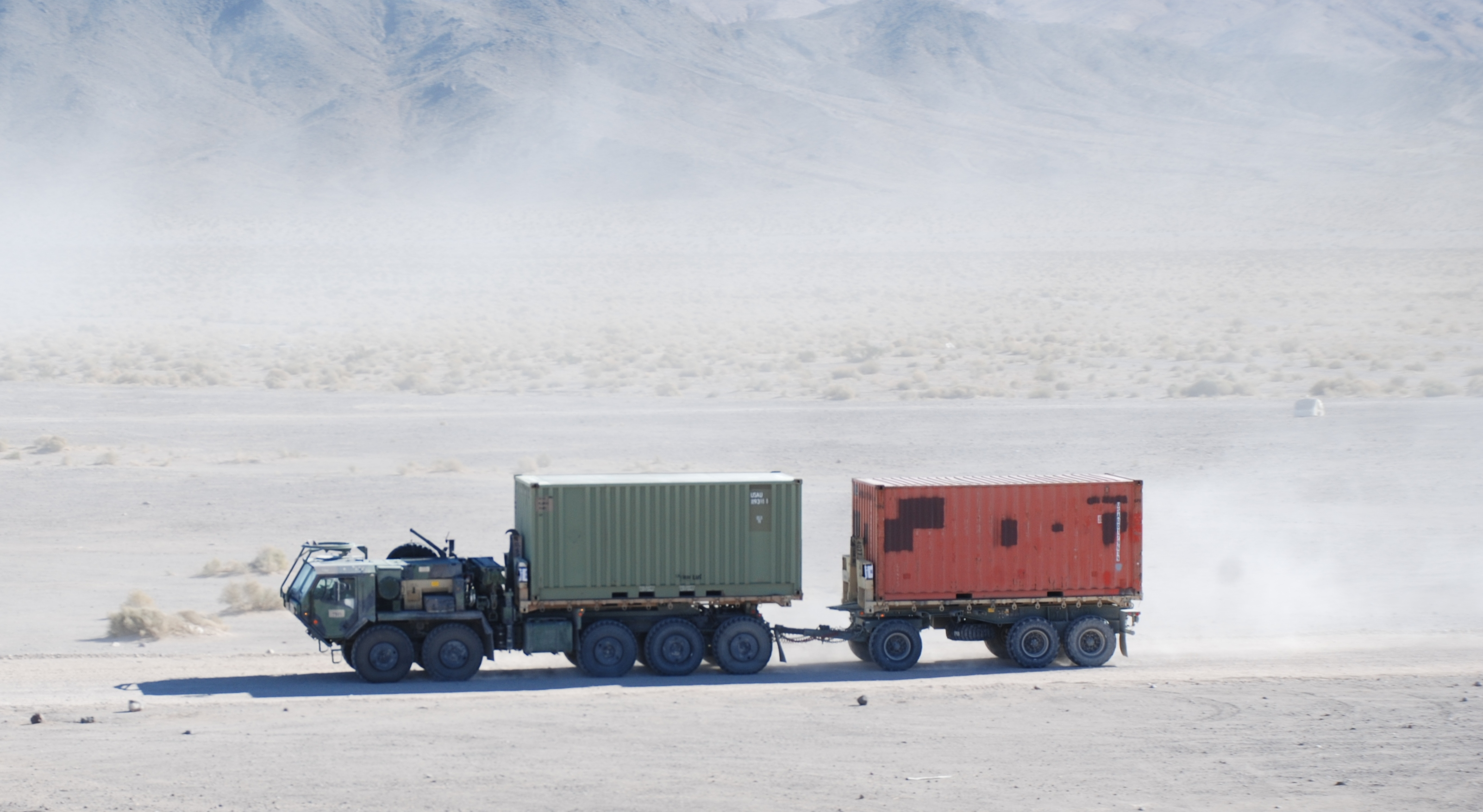
HEMTT PLS chargés de conteneurs.
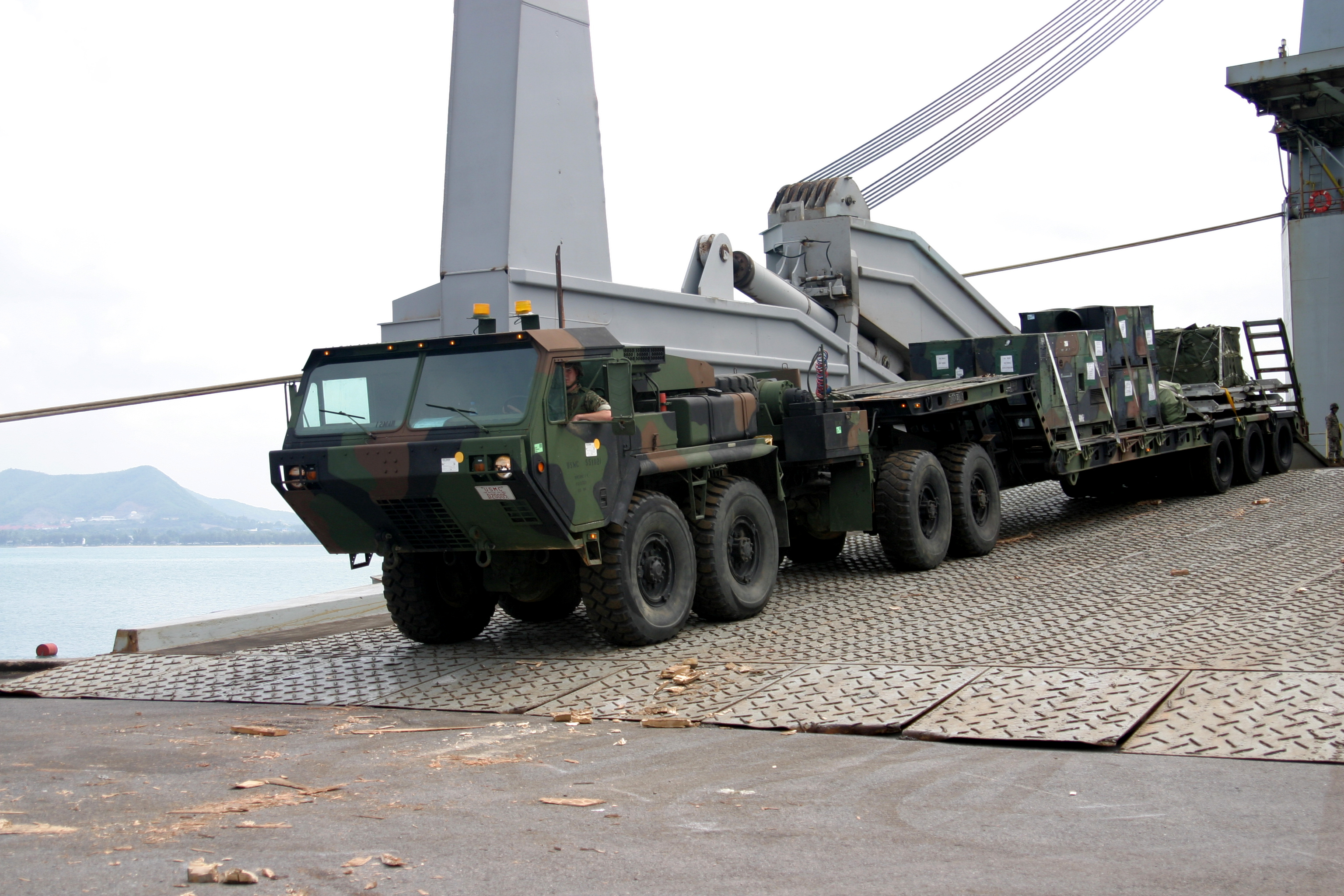
HEMTT LVS débarquant d'un bateau militaire de débarquement.
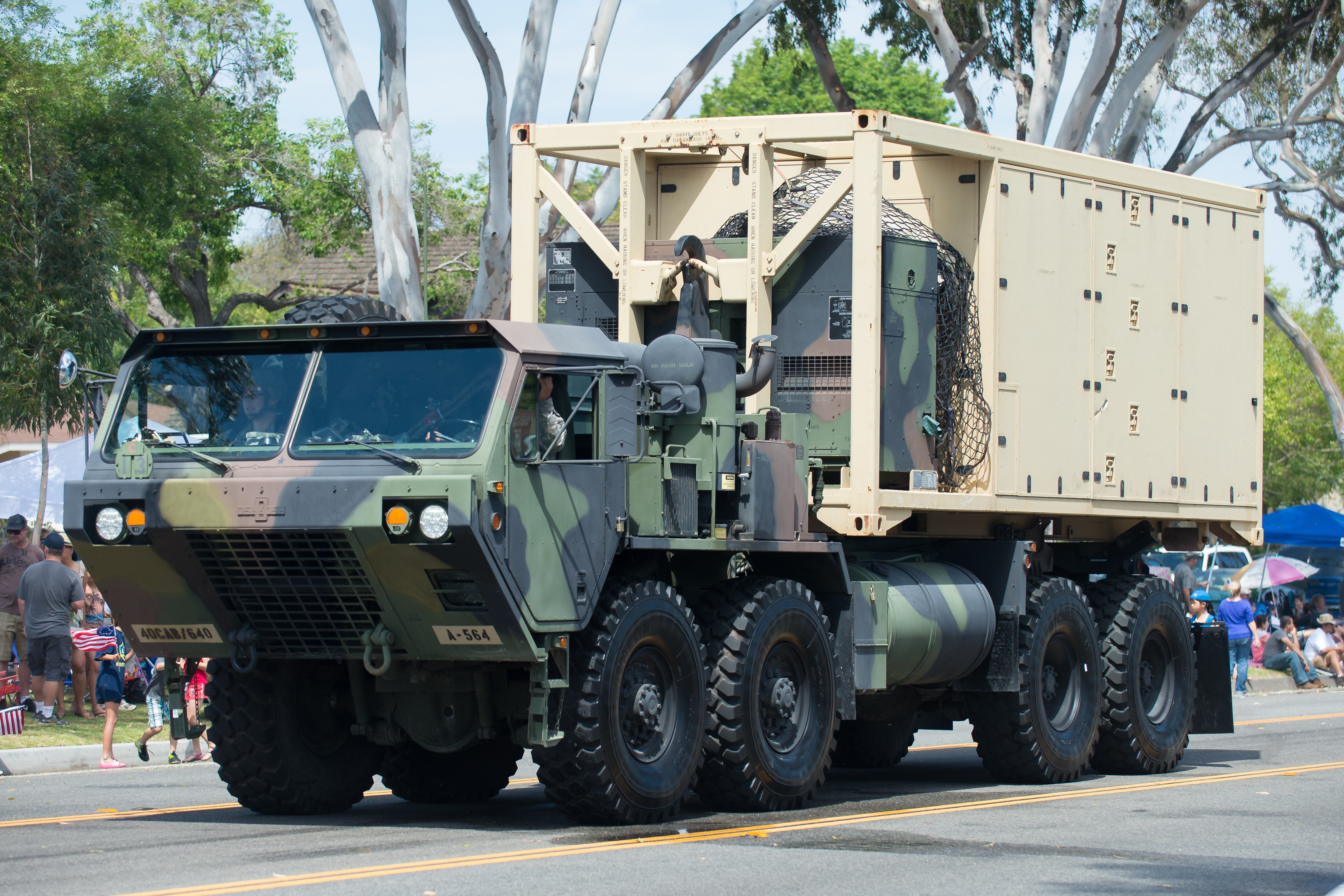
M1120 HEMTT.